# ATP Тур 2005
ATP Тур 2005 (англ. 2005 Association of Tennis Professionals (ATP) World Tour) — элитный мировой тур теннисистов-профессионалов, проводимый Ассоциацией Теннисистов Профессионалов (ATP) с января по ноябрь. В 2005 году он включал:
- 4 турнира Большого шлема (проводится Международной федерацией тенниса (англ. International Tennis Federation, ITF));
- 9 турниров в серии ATP Masters;
- 9 турниров в серии ATP International Series Gold;
- 44 турнира в серии ATP International;
- Командный Кубок Мира;
- Кубок Дэвиса (проводится ITF);
- Masters Cup.

## Расписание ATP Тура 2005 года
Ниже представлено полное расписание соревнований по ходу года, включай всех победителей и финалистов турниров — в одиночном, парном и смешанных разрядах.
| Турнир Большого шлема         |
| Кубок Мастерс                 |
| ATP Masters                   |
| ATP International Series Gold |
| ATP International             |
| Командные соревнования        |

### Январь
| Дата начала | Турнир | Чемпионы (Счёт финала)                                  | Финалисты                     |
| ----------- | --- | ------------------------------------------------------- | ----------------------------- |
| 3 января    | Международный теннисный турнир в Аделаиде Аделаида, Австралия ATP International $419,000— Хард — 32S/16D Турнир 2005                                               | Йоахим Юханссон 7-5, 6-3                                | Тейлор Дент                   |
| 3 января    | Международный теннисный турнир в Аделаиде Аделаида, Австралия ATP International $419,000— Хард — 32S/16D Турнир 2005                                               | Ксавье Малисс Оливье Рохус 7-6(5), 6-4                  | Симон Аспелин Тодд Перри      |
| 3 января    | Открытый чемпионат Катара Доха, Катар ATP International $1,000,000 — Хард — 32S/16D Турнир 2005                                                                    | Роджер Федерер 6-3, 6-1                                 | Иван Любичич                  |
| 3 января    | Открытый чемпионат Катара Доха, Катар ATP International $1,000,000 — Хард — 32S/16D Турнир 2005                                                                    | Альберт Коста Рафаэль Надаль 6-3, 4-6, 6-3              | Андрей Павел Михаил Южный     |
| 3 января    | Открытый чемпионат Ченнаи Ченнаи, Индия ATP International $380,000 — Хард — 32S/16D Турнир 2005                                                                    | Карлос Мойя 3-6, 6-4, 7-6(5)                            | Парадорн Шричапан             |
| 3 января    | Открытый чемпионат Ченнаи Ченнаи, Индия ATP International $380,000 — Хард — 32S/16D Турнир 2005                                                                    | Лу Яньсюнь Райнер Шуттлер 7-5, 4-6, 7-6(4)              | Махеш Бхупати Йонас Бьоркман  |
| 10 января   | Heineken Open Окленд, Новая Зеландия ATP International $426,000— Хард — 32S/16D Турнир 2005                                                                        | Фернандо Гонсалес 6-4, 6-2                              | Оливье Рохус                  |
| 10 января   | Heineken Open Окленд, Новая Зеландия ATP International $426,000— Хард — 32S/16D Турнир 2005                                                                        | Ив Аллегро Михаэль Кольманн 6-4, 7-6(4)                 | Симон Аспелин Тодд Перри      |
| 10 января   | Medibank International Сидней, Австралия ATP International $419,000 — Хард — 32S/16D Турнир 2005                                                                   | Ллейтон Хьюитт 7-5, 6-0                                 | Иво Минарж                    |
| 10 января   | Medibank International Сидней, Австралия ATP International $419,000 — Хард — 32S/16D Турнир 2005                                                                   | Махеш Бхупати Тодд Вудбридж 6-3, 6-3                    | Арно Клеман Микаэль Льодра    |
| 17 января   | Открытый чемпионат Австралии Мельбурн, Австралия Турнир Большого шлема $6,743,444 — Хард — 128S/128Q/64D/32X Одиночный турнир — Парный турнир Турнир смешанных пар | Марат Сафин 1-6, 6-3, 6-4, 6-4                          | Ллейтон Хьюитт                |
| 17 января   | Открытый чемпионат Австралии Мельбурн, Австралия Турнир Большого шлема $6,743,444 — Хард — 128S/128Q/64D/32X Одиночный турнир — Парный турнир Турнир смешанных пар | Уэйн Блэк Кевин Ульетт 6-4, 6-4                         | Боб Брайан Майк Брайан        |
| 17 января   | Открытый чемпионат Австралии Мельбурн, Австралия Турнир Большого шлема $6,743,444 — Хард — 128S/128Q/64D/32X Одиночный турнир — Парный турнир Турнир смешанных пар | Скотт Дрейпер Саманта Стосур 6-2, 2-6, [10-6]           | Кевин Ульетт Лизель Хубер     |
| 31 января   | Movistar Open Винья-дель-Мар, Чили ATP International $380,000 — Грунт — 32S/16D Турнир 2005                                                                        | Гастон Гаудио 6-3, 6-4                                  | Фернандо Гонсалес             |
| 31 января   | Movistar Open Винья-дель-Мар, Чили ATP International $380,000 — Грунт — 32S/16D Турнир 2005                                                                        | Сантьяго Вентура Давид Феррер 6-3, 6-4                  | Мартин Родригес Гастон Этлис  |
| 31 января   | Международный теннисный чемпионат в Делрей-Бич Делрей-Бич, США ATP International $380,000 — Хард — 32S/16D Турнир 2005                                             | Ксавье Малисс 7-6(6), 6-2                               | Иржи Новак                    |
| 31 января   | Международный теннисный чемпионат в Делрей-Бич Делрей-Бич, США ATP International $380,000 — Хард — 32S/16D Турнир 2005                                             | Симон Аспелин Тодд Перри 6-3, 6-3                       | Джордан Керр Джим Томас       |
| 31 января   | Milan Indoor Милан, Италия ATP International $380,000 — Ковёр (зал) — 32S/16D Турнир 2005                                                                          | Робин Сёдерлинг 6-3, 6-7(2), 7-6(5)                     | Радек Штепанек                |
| 31 января   | Milan Indoor Милан, Италия ATP International $380,000 — Ковёр (зал) — 32S/16D Турнир 2005                                                                          | Даниэле Браччали Джорджо Галимберти 6-7(8), 7-6(6), 6-4 | Жан-Франсуа Башло Арно Клеман |

### Февраль
| Дата начала | Турнир | Чемпионы (Счёт финала)                                                                                             | Финалисты                                                            |
| ----------- | --- | --- | -------------------------------------------------------------------- |
| 7 февраля   | Открытый чемпионат Буэнос-Айреса Буэнос-Айрес, Аргентина ATP International $380,000 — Грунт — 32S/16D Турнир 2005 | Гастон Гаудио 6-4, 6-4                                                                                             | Мариано Пуэрта                                                       |
| 7 февраля   | Открытый чемпионат Буэнос-Айреса Буэнос-Айрес, Аргентина ATP International $380,000 — Грунт — 32S/16D Турнир 2005 | Леош Фридль Франтишек Чермак 6-2, 7-5                                                                              | Хосе Акасусо Себастьян Прието                                        |
| 7 февраля   | Open 13 Марсель, Франция ATP International $600,000 — Хард (зал) — 32S/16D Турнир 2005 | Йоахим Юханссон 7-5, 6-4                                                                                           | Иван Любичич                                                         |
| 7 февраля   | Open 13 Марсель, Франция ATP International $600,000 — Хард (зал) — 32S/16D Турнир 2005 | Мартин Дамм Радек Штепанек 7-6(4), 7-6(5)                                                                          | Даниэль Нестор Марк Ноулз                                            |
| 7 февраля   | SAP Open Сан-Хосе, США ATP International $380,000 — Хард (зал) — 32S/16D Турнир 2005 | Энди Роддик 6-0, 6-4                                                                                               | Сирил Солнье                                                         |
| 7 февраля   | SAP Open Сан-Хосе, США ATP International $380,000 — Хард (зал) — 32S/16D Турнир 2005 | Уэйн Артурс Пол Хенли 7-6(4), 6-4                                                                                  | Ив Аллегро Михаэль Кольманн                                          |
| 14 февраля  | Открытый чемпионат Бразилии Коста-ду-Сауипе, Бразилия ATP International $380,000 — Грунт — 32S/16D Турнир 2005 | Рафаэль Надаль 6-0, 6-7(2), 6-1                                                                                    | Альберто Мартин                                                      |
| 14 февраля  | Открытый чемпионат Бразилии Коста-ду-Сауипе, Бразилия ATP International $380,000 — Грунт — 32S/16D Турнир 2005 | Леош Фридль Франтишек Чермак 6-4, 6-4                                                                              | Хосе Акасусо Игнасио Гонсалес Кинг                                   |
| 14 февраля  | Regions Morgan Keegan Championships Мемфис, США ATP International Series Gold $690,000 — Хард (зал) — 32S/16D Турнир 2005 | Кеннет Карлсен 7-5, 7-5                                                                                            | Максим Мирный                                                        |
| 14 февраля  | Regions Morgan Keegan Championships Мемфис, США ATP International Series Gold $690,000 — Хард (зал) — 32S/16D Турнир 2005 | Симон Аспелин Тодд Перри 6-4, 6-4                                                                                  | Боб Брайан Майк Брайан                                               |
| 14 февраля  | ABN AMRO World Tennis Tournament Роттердам, Нидерланды ATP International Series Gold $925,000 — Хард (зал) — 32S/16D Турнир 2005 | Роджер Федерер 5-7, 7-5, 7-6(5)                                                                                    | Иван Любичич                                                         |
| 14 февраля  | ABN AMRO World Tennis Tournament Роттердам, Нидерланды ATP International Series Gold $925,000 — Хард (зал) — 32S/16D Турнир 2005 | Энди Рам Йонатан Эрлих 6-4, 4-6, 6-3                                                                               | Павел Визнер Цирил Сук                                               |
| 21 февраля  | Tennis Channel Open Скоттсдейл, США ATP International $380,000 — Хард — 32S/16D Турнир 2005 | Уэйн Артурс 7-5, 6-3                                                                                               | Марио Анчич                                                          |
| 21 февраля  | Tennis Channel Open Скоттсдейл, США ATP International $380,000 — Хард — 32S/16D Турнир 2005 | Боб Брайан Майк Брайан 7-5, 6-4                                                                                    | Уэйн Артурс Пол Хенли                                                |
| 21 февраля  | Открытый чемпионат Мексики Акапулько, Мексика ATP International Series Gold $643,000 — Грунт — 32S/16D Турнир 2005 | Рафаэль Надаль 6-1, 6-0                                                                                            | Альберт Монтаньес                                                    |
| 21 февраля  | Открытый чемпионат Мексики Акапулько, Мексика ATP International Series Gold $643,000 — Грунт — 32S/16D Турнир 2005 | Сантьяго Вентура Давид Феррер 4-6, 6-1, 6-4                                                                        | Иржи Ванек Томаш Зиб                                                 |
| 21 февраля  | Теннисный чемпионат Дубая Дубай, ОАЭ ATP International Series Gold $1,000,000 — Хард — 32S/16D Турнир 2005 | Роджер Федерер 6-1, 6-7(6), 6-3                                                                                    | Иван Любичич                                                         |
| 21 февраля  | Теннисный чемпионат Дубая Дубай, ОАЭ ATP International Series Gold $1,000,000 — Хард — 32S/16D Турнир 2005 | Мартин Дамм Радек Штепанек 6-2, 6-4                                                                                | Йонас Бьоркман Фабрис Санторо                                        |
| 28 февраля  | Кубок Дэвиса. 2005. 1-й раунд Братислава, Словакия — Хард (зал) Фрибур, Швейцария — Хард (зал) Сидней, Австралия — Трава Буэнос-Айрес, Аргентина — Грунт Москва, Россия — Ковёр (зал) Страсбург, Франция — Грунт (зал) Брашов, Румыния — Грунт (зал) Карсон, США — Хард | Победители Словакия 4-1 Нидерланды 3-2 Австралия 5-0 Аргентина 5-0 Россия 4-1 Франция 3-2 Румыния 3-2 Хорватия 3-2 | Проигравшие Испания Швейцария Австрия Чехия Чили Швеция Беларусь США |

### Март
| Дата начала | Турнир | Чемпионы (Счёт финала)                       | Финалисты              |
| ----------- | --- | -------------------------------------------- | ---------------------- |
| 7 марта     | Pacific Life Open Индиан-Уэллс, США ATP Masters $2,974,600 — Хард — 96S/32D Одиночный турнир — Парный турнир | Роджер Федерер 6-2, 6-4, 6-4                 | Ллейтон Хьюитт         |
| 7 марта     | Pacific Life Open Индиан-Уэллс, США ATP Masters $2,974,600 — Хард — 96S/32D Одиночный турнир — Парный турнир | Даниэль Нестор Марк Ноулз 6-4, 6-4           | Уэйн Артурс Пол Хенли  |
| 20 марта    | NASDAQ-100 Open Майами, США ATP Masters $3,450,000 — Хард — 96S/32D Одиночный турнир — Парный турнир         | Роджер Федерер 2-6, 6-7(4), 7-6(5), 6-3, 6-1 | Рафаэль Надаль         |
| 20 марта    | NASDAQ-100 Open Майами, США ATP Masters $3,450,000 — Хард — 96S/32D Одиночный турнир — Парный турнир         | Йонас Бьоркман Максим Мирный 6-1, 6-2        | Уэйн Блэк Кевин Ульетт |

### Апрель
| Дата начала | Турнир | Чемпионы (Счёт финала)                     | Финалисты                       |
| ----------- | --- | ------------------------------------------ | ------------------------------- |
| 4 апреля    | Открытый чемпионат Валенсии Валенсия, Испания ATP International $400,000 — Грунт — 32S/16D Турнир 2005                              | Игорь Андреев 6-3, 5-7, 6-3                | Давид Феррер                    |
| 4 апреля    | Открытый чемпионат Валенсии Валенсия, Испания ATP International $400,000 — Грунт — 32S/16D Турнир 2005                              | Фернандо Гонсалес Мартин Родригес 6-4, 6-4 | Лукас Арнольд Кер Мариано Худ   |
| 4 апреля    | Гран-при Хасана II Касабланка, Марокко ATP International $380,000 — Грунт — 32S/16D Турнир 2005                                     | Мариано Пуэрта 6-4, 6-1                    | Хуан Монако                     |
| 4 апреля    | Гран-при Хасана II Касабланка, Марокко ATP International $380,000 — Грунт — 32S/16D Турнир 2005                                     | Леош Фридль Франтишек Чермак 6-4, 6-3      | Мартин Гарсия Луис Орна         |
| 11 апреля   | Masters Series Monte-Carlo Рокебрюн — Кап-Мартен, Франция ATP Masters $2,450,000 — Грунт — 64S/24D Одиночный турнир — Парный турнир | Рафаэль Надаль 6-3, 6-1, 0-6, 7-5          | Гильермо Кория                  |
| 11 апреля   | Masters Series Monte-Carlo Рокебрюн — Кап-Мартен, Франция ATP Masters $2,450,000 — Грунт — 64S/24D Одиночный турнир — Парный турнир | Ненад Зимонич Леандер Паес Без игры        | Боб Брайан Майк Брайан          |
| 18 апреля   | Приз графа Годо Барселона, Испания ATP International Series Gold $1,000,000 — Грунт — 56S/24D Турнир 2005                           | Рафаэль Надаль 6-1, 7-6(4), 6-3            | Хуан Карлос Ферреро             |
| 18 апреля   | Приз графа Годо Барселона, Испания ATP International Series Gold $1,000,000 — Грунт — 56S/24D Турнир 2005                           | Ненад Зимонич Леандер Паес 6-3, 6-3        | Фелисиано Лопес Рафаэль Надаль  |
| 18 апреля   | Грунтовый чемпионат США Хьюстон, США ATP International $380,000- Грунт — 32S/16D Турнир 2005                                        | Энди Роддик 6-2, 6-2                       | Себастьян Грожан                |
| 18 апреля   | Грунтовый чемпионат США Хьюстон, США ATP International $380,000- Грунт — 32S/16D Турнир 2005                                        | Даниэль Нестор Марк Ноулз 6-3, 6-4         | Мартин Гарсия Луис Орна         |
| 25 апреля   | BMW Open Мюнхен, Германия ATP International $380,000 — Грунт — 32S/16D Турнир 2005                                                  | Давид Налбандян 6-4, 6-1                   | Андрей Павел                    |
| 25 апреля   | BMW Open Мюнхен, Германия ATP International $380,000 — Грунт — 32S/16D Турнир 2005                                                  | Марио Анчич Юлиан Ноул 6-3, 1-6, 6-3       | Александр Васке Флориан Майер   |
| 25 апреля   | Открытый чемпионат Эшторила Оэйраш, Португалия ATP International $625,000 — Грунт — 32S/16D Турнир 2005                             | Гастон Гаудио 6-1, 2-6, 6-1                | Томми Робредо                   |
| 25 апреля   | Открытый чемпионат Эшторила Оэйраш, Португалия ATP International $625,000 — Грунт — 32S/16D Турнир 2005                             | Леош Фридль Франтишек Чермак 6-3, 6-4      | Томми Робредо Хуан Игнасио Чела |

### Май
| Дата начала | Турнир | Чемпионы (Счёт финала)                           | Финалисты                        |
| ----------- | --- | ------------------------------------------------ | -------------------------------- |
| 2 мая       | Открытый чемпионат Италии Рим, Италия ATP Masters $2,450,000 — Грунт — 64S/24D Одиночный турнир — Парный турнир                                              | Рафаэль Надаль 6-3, 3-6, 6-3, 4-6, 7-6(6)        | Гильермо Кориа                   |
| 2 мая       | Открытый чемпионат Италии Рим, Италия ATP Masters $2,450,000 — Грунт — 64S/24D Одиночный турнир — Парный турнир                                              | Микаэль Льодра Фабрис Санторо 6-4, 6-2           | Боб Брайан Майк Брайан           |
| 9 мая       | Открытый чемпионат Германии Гамбург, Германия ATP Masters $2,450,000 — Грунт — 64S/24D Одиночный турнир — Парный турнир                                      | Роджер Федерер 6-3, 7-5, 7-6(4)                  | Ришар Гаске                      |
| 9 мая       | Открытый чемпионат Германии Гамбург, Германия ATP Masters $2,450,000 — Грунт — 64S/24D Одиночный турнир — Парный турнир                                      | Йонас Бьоркман Максим Мирный 4-6, 7-6(2), 7-6(3) | Микаэль Льодра Фабрис Санторо    |
| 16 мая      | Hypo Group Tennis International Санкт-Пёльтен, Австрия ATP International $380,000 — Грунт — 32S/16D Турнир 2005                                              | Николай Давыденко 6-3, 2-6, 6-4                  | Юрген Мельцер                    |
| 16 мая      | Hypo Group Tennis International Санкт-Пёльтен, Австрия ATP International $380,000 — Грунт — 32S/16D Турнир 2005                                              | Лукас Арнольд Кер Пол Хенли 6-3, 6-4             | Мартин Дамм Мариано Худ          |
| 16 мая      | Командный кубок мира Дюссельдорф, Германия Командный турнир $1,500,000 — Грунт — 8 команд (Группа) Турнир 2005                                               | Германия · 2-1                                   | Аргентина                        |
| 23 мая      | Открытый чемпионат Франции Париж, Франция Турнир Большого шлема $7,992,394 — Грунт — 128S/128Q/64D/32X Одиночный турнир — Парный турнир Турнир смешанных пар | Рафаэль Надаль 6-7(6), 6-3, 6-1, 7-5             | Мариано Пуэрта                   |
| 23 мая      | Открытый чемпионат Франции Париж, Франция Турнир Большого шлема $7,992,394 — Грунт — 128S/128Q/64D/32X Одиночный турнир — Парный турнир Турнир смешанных пар | Йонас Бьоркман Максим Мирный 2-6, 6-1, 6-4       | Боб Брайан Майк Брайан           |
| 23 мая      | Открытый чемпионат Франции Париж, Франция Турнир Большого шлема $7,992,394 — Грунт — 128S/128Q/64D/32X Одиночный турнир — Парный турнир Турнир смешанных пар | Фабрис Санторо Даниэла Гантухова 3-6, 6-3, 6-2   | Леандер Паес Мартина Навратилова |

### Июнь
| Дата начала | Турнир | Чемпионы (Счёт финала)                          | Финалисты                    |
| ----------- | --- | ----------------------------------------------- | ---------------------------- |
| 6 июня      | Stella Artois Championships Лондон, Великобритания ATP International $800,000 — Трава — 56S/24D Турнир 2005                                                       | Энди Роддик 7-6(7), 7-6(4)                      | Иво Карлович                 |
| 6 июня      | Stella Artois Championships Лондон, Великобритания ATP International $800,000 — Трава — 56S/24D Турнир 2005                                                       | Боб Брайан Майк Брайан 7-6(9), 7-6(4)           | Йонас Бьоркман Максим Мирный |
| 6 июня      | Gerry Weber Open Халле, Германия ATP International $800,000 — Трава — 32S/16D Турнир 2005                                                                         | Роджер Федерер 6-4, 6-7(6), 6-4                 | Марат Сафин                  |
| 6 июня      | Gerry Weber Open Халле, Германия ATP International $800,000 — Трава — 32S/16D Турнир 2005                                                                         | Ив Аллегро Роджер Федерер 7-5, 6-7(6), 6-3      | Марат Сафин Йоахим Юханссон  |
| 13 июня     | Открытый чемпионат Ноттингема Ноттингем, Великобритания ATP International $380,000 — Трава — 32S/16D Турнир 2005                                                  | Ришар Гаске 6-2, 6-3                            | Максим Мирный                |
| 13 июня     | Открытый чемпионат Ноттингема Ноттингем, Великобритания ATP International $380,000 — Трава — 32S/16D Турнир 2005                                                  | Энди Рам Йонатан Эрлих 4-6, 6-3, 7-5            | Симон Аспелин Тодд Перри     |
| 13 июня     | Чемпионат Росмалена Хертогенбос, Нидерланды ATP International $380,000 — Трава — 32S/16D Турнир 2005                                                              | Марио Анчич 7-5, 6-4                            | Микаэль Льодра               |
| 13 июня     | Чемпионат Росмалена Хертогенбос, Нидерланды ATP International $380,000 — Трава — 32S/16D Турнир 2005                                                              | Павел Визнер Цирил Сук 6-3, 6-4                 | Леош Фридль Томаш Цибулец    |
| 20 июня     | Уимблдонский турнир Лондон, Великобритания Турнир Большого шлема $8,616,793 — Трава — 128S/128Q/64D/16Q/48X Одиночный турнир — Парный турнир Турнир смешанных пар | Роджер Федерер 6-2, 7-6(2), 6-4                 | Энди Роддик                  |
| 20 июня     | Уимблдонский турнир Лондон, Великобритания Турнир Большого шлема $8,616,793 — Трава — 128S/128Q/64D/16Q/48X Одиночный турнир — Парный турнир Турнир смешанных пар | Уэсли Муди Стивен Хасс 7-6(4), 6-3, 6-7(2), 6-3 | Боб Брайан Майк Брайан       |
| 20 июня     | Уимблдонский турнир Лондон, Великобритания Турнир Большого шлема $8,616,793 — Трава — 128S/128Q/64D/16Q/48X Одиночный турнир — Парный турнир Турнир смешанных пар | Махеш Бхупати Мари Пьерс 6-4, 6-2               | Пол Хенли Татьяна Перебийнис |

### Июль
| Дата начала | Турнир | Чемпионы (Счёт финала)                                        | Финалисты                                        |
| ----------- | --- | ------------------------------------------------------------- | ------------------------------------------------ |
| 4 июля      | Открытый чемпионат Швеции Бостад, Швеция ATP International $380,000 — Грунт — 32S/16D Турнир 2005                                                     | Рафаэль Надаль 2-6, 6-2, 6-4                                  | Томаш Бердых                                     |
| 4 июля      | Открытый чемпионат Швеции Бостад, Швеция ATP International $380,000 — Грунт — 32S/16D Турнир 2005                                                     | Йонас Бьоркман Йоахим Юханссон 6-2, 6-3                       | Хосе Акасусо Себастьян Прието                    |
| 4 июля      | Suisse Open Gstaad Гштад, Швейцария ATP International $495,000 — Грунт — 32S/16D Турнир 2005                                                          | Гастон Гаудио 6-4, 6-4                                        | Станислас Вавринка                               |
| 4 июля      | Suisse Open Gstaad Гштад, Швейцария ATP International $495,000 — Грунт — 32S/16D Турнир 2005                                                          | Леош Фридль Франтишек Чермак 7-6(6), 7-6(11)                  | Михаэль Кольманн Райнер Шуттлер                  |
| 4 июля      | Hall of Fame Tennis Championships Ньюпорт, США ATP International $380,000 — Трава — 32S/16D Турнир 2005                                               | Грег Руседски 7-6(3), 2-6, 6-4                                | Винсент Спейди                                   |
| 4 июля      | Hall of Fame Tennis Championships Ньюпорт, США ATP International $380,000 — Трава — 32S/16D Турнир 2005                                               | Джордан Керр Джим Томас 7-6(5), 7-6(5)                        | Грейдон Оливер Тревис Пэрротт                    |
| 11 июля     | Кубок Дэвиса. 2005. 1/4 финала Братислава, Словакия — Хард (зал) Сидней, Австралия — Трава Москва, Россия — Грунт (зал) Сплит, Хорватия — Ковёр (зал) | Победители Словакия 4-1 Аргентина 4-1 Россия 3-2 Хорватия 4-1 | Проигравшие Нидерланды Австралия Франция Румыния |
| 18 июля     | Открытый чемпионат Нидерландов Амерсфорт, Нидерланды ATP International $380,000 — Грунт — 32S/16D Турнир 2005                                         | Фернандо Гонсалес 7-5, 6-3                                    | Агустин Кальери                                  |
| 18 июля     | Открытый чемпионат Нидерландов Амерсфорт, Нидерланды ATP International $380,000 — Грунт — 32S/16D Турнир 2005                                         | Мартин Гарсия Луис Орна 6-4, 6-4                              | Фернандо Гонсалес Николас Массу                  |
| 18 июля     | RCA Championships Индианаполис, США ATP International $600,000 — Хард — 48S/16D Турнир 2005                                                           | Робби Джинепри 4-6, 6-0, 3-0 — отказ                          | Тейлор Дент                                      |
| 18 июля     | RCA Championships Индианаполис, США ATP International $600,000 — Хард — 48S/16D Турнир 2005                                                           | Грейдон Оливер Пол Хенли 6-2, 3-1 — отказ                     | Симон Аспелин Тодд Перри                         |
| 18 июля     | Mercedes Cup Штутгарт, Германия ATP International Series Gold $719,000 — Грунт — 48S/16D Турнир 2005                                                  | Рафаэль Надаль 6-3, 6-3, 6-4                                  | Гастон Гаудио                                    |
| 18 июля     | Mercedes Cup Штутгарт, Германия ATP International Series Gold $719,000 — Грунт — 48S/16D Турнир 2005                                                  | Хосе Акасусо Себастьян Прието 7-6(4), 6-3                     | Томми Робредо Мариано Худ                        |
| 25 июля     | Mercedes-Benz Cup Лос-Анджелес, США ATP International $380,000 — Хард — 32S/16D Турнир 2005                                                           | Андре Агасси 6-4, 7-5                                         | Жиль Мюллер                                      |
| 25 июля     | Mercedes-Benz Cup Лос-Анджелес, США ATP International $380,000 — Хард — 32S/16D Турнир 2005                                                           | Рик Лич Брайан Макфи 6-3, 6-4                                 | Энди Рам Йонатан Эрлих                           |
| 25 июля     | Открытый чемпионат Хорватии Умаг, Хорватия ATP International $400,000 — Грунт — 32S/16D Турнир 2005                                                   | Гильермо Кориа 6-2, 4-6, 6-2                                  | Карлос Мойя                                      |
| 25 июля     | Открытый чемпионат Хорватии Умаг, Хорватия ATP International $400,000 — Грунт — 32S/16D Турнир 2005                                                   | Иржи Новак Петр Пала 6-3, 6-3                                 | Михал Мертиняк Давид Шкох                        |
| 25 июля     | Открытый чемпионат Австрии Кицбюэль, Австрия ATP International Series Gold $760,000 — Грунт — 48S/16D Турнир 2005                                     | Гастон Гаудио 2-6, 6-2, 6-4, 6-4                              | Фернандо Вердаско                                |
| 25 июля     | Открытый чемпионат Австрии Кицбюэль, Австрия ATP International Series Gold $760,000 — Грунт — 48S/16D Турнир 2005                                     | Андрей Павел Леош Фридль 6-2, 6-7(5), 6-0                     | Кристоф Рохус Оливье Рохус                       |

### Август
| Дата начала | Турнир | Чемпионы (Счёт финала)                           | Финалисты                          |
| ----------- | --- | ------------------------------------------------ | ---------------------------------- |
| 1 августа   | Legg Mason Tennis Classic Вашингтон, США ATP International $600,000 — Хард — 48S/16D Турнир 2005                                                       | Энди Роддик 7-5, 6-3                             | Джеймс Блейк                       |
| 1 августа   | Legg Mason Tennis Classic Вашингтон, США ATP International $600,000 — Хард — 48S/16D Турнир 2005                                                       | Боб Брайан Майк Брайан 6-4, 6-2                  | Уэйн Блэк Кевин Ульетт             |
| 1 августа   | Orange Prokom Open Сопот, Польша ATP International $500,000 — Грунт — 32S/16D Турнир 2005                                                              | Гаэль Монфис 7-6(6), 4-6, 7-5                    | Флориан Майер                      |
| 1 августа   | Orange Prokom Open Сопот, Польша ATP International $500,000 — Грунт — 32S/16D Турнир 2005                                                              | Марцин Матковский Мариуш Фирстенберг 7-6(7), 6-4 | Лукас Арнольд Кер Себастьян Прието |
| 8 августа   | Rogers Cup Монреаль, Канада ATP Masters $2,450,000 — Хард — 64S/24D Одиночный турнир — Парный турнир                                                   | Рафаэль Надаль 6-3, 4-6, 6-2                     | Андре Агасси                       |
| 8 августа   | Rogers Cup Монреаль, Канада ATP Masters $2,450,000 — Хард — 64S/24D Одиночный турнир — Парный турнир                                                   | Уэйн Блэк Кевин Ульетт 6-7(5), 6-3, 6-0          | Энди Рам Йонатан Эрлих             |
| 15 августа  | W&S Financial Group Masters Цинциннати, США ATP Masters $2,450,000 — Хард — 64S/24D Одиночный турнир — Парный турнир                                   | Роджер Федерер 6-3, 7-5                          | Энди Роддик                        |
| 15 августа  | W&S Financial Group Masters Цинциннати, США ATP Masters $2,450,000 — Хард — 64S/24D Одиночный турнир — Парный турнир                                   | Йонас Бьоркман Максим Мирный 7-6(3), 6-2         | Уэйн Блэк Кевин Ульетт             |
| 22 августа  | Pilot Pen Tennis Нью-Хэйвен, США ATP International $675,000 — Хард — 48S/16D Турнир 2005                                                               | Джеймс Блейк 3-6, 7-5, 6-1                       | Фелисиано Лопес                    |
| 22 августа  | Pilot Pen Tennis Нью-Хэйвен, США ATP International $675,000 — Хард — 48S/16D Турнир 2005                                                               | Мартин Родригес Гастон Этлис 6-4, 6-3            | Раджив Рам Бобби Рейнольдс         |
| 28 августа  | Открытый чемпионат США Нью-Йорк, США Турнир Большого шлема $7,950,000 — Хард — 128S/128Q/64D/32X Одиночный турнир — Парный турнир Турнир смешанных пар | Роджер Федерер 6-3, 2-6, 7-6(1), 6-1             | Андре Агасси                       |
| 28 августа  | Открытый чемпионат США Нью-Йорк, США Турнир Большого шлема $7,950,000 — Хард — 128S/128Q/64D/32X Одиночный турнир — Парный турнир Турнир смешанных пар | Боб Брайан Майк Брайан 6-1, 6-4                  | Йонас Бьоркман Максим Мирный       |
| 28 августа  | Открытый чемпионат США Нью-Йорк, США Турнир Большого шлема $7,950,000 — Хард — 128S/128Q/64D/32X Одиночный турнир — Парный турнир Турнир смешанных пар | Махеш Бхупати Даниэла Гантухова 6-4, 6-2         | Ненад Зимонич Катарина Среботник   |

### Сентябрь
| Дата начала | Турнир | Чемпионы (Счёт финала)                               | Финалисты                            |
| ----------- | --- | ---------------------------------------------------- | ------------------------------------ |
| 12 сентября | Открытый чемпионат Румынии Бухарест, Румыния ATP International $380,000 — Грунт — 32S/16D Турнир 2005                 | Флоран Серра 6-3, 6-4                                | Игорь Андреев                        |
| 12 сентября | Открытый чемпионат Румынии Бухарест, Румыния ATP International $380,000 — Грунт — 32S/16D Турнир 2005                 | Хосе Акасусо Себастьян Прието 6-3, 4-6, 6-3          | Андрей Павел Виктор Ханеску          |
| 12 сентября | Открытый чемпионат Китая Пекин, Китай ATP International $500,000 — Хард — 32S/16D Турнир 2005                         | Рафаэль Надаль 5-7, 6-1, 6-2                         | Гильермо Кориа                       |
| 12 сентября | Открытый чемпионат Китая Пекин, Китай ATP International $500,000 — Хард — 32S/16D Турнир 2005                         | Джастин Гимельстоб Натан Хили 4-6, 6-3, 6-2          | Дмитрий Турсунов Михаил Южный        |
| 19 сентября | Кубок Дэвиса 2005. 1/2 финала Братислава, Словакия — Хард (зал) Сплит, Хорватия — Ковёр (зал)                         | Победители Словакия 4-1 Хорватия 3-2                 | Проигравшие Аргентина Россия         |
| 26 сентября | Открытый чемпионат Таиланда Бангкок, Таиланд ATP International $550,000 — Хард (зал) — 32S/16D Турнир 2005            | Роджер Федерер 6-3, 7-5                              | Энди Маррей                          |
| 26 сентября | Открытый чемпионат Таиланда Бангкок, Таиланд ATP International $550,000 — Хард (зал) — 32S/16D Турнир 2005            | Леандер Паес Пол Хенли 6-7(5), 6-1, 6-2              | Энди Рам Йонатан Эрлих               |
| 26 сентября | Международный теннисный чемпионат на Сицилии Палермо, Италия ATP International $380,000 — Грунт — 32S/16D Турнир 2005 | Игорь Андреев 0-6, 6-1, 6-3                          | Филиппо Воландри                     |
| 26 сентября | Международный теннисный чемпионат на Сицилии Палермо, Италия ATP International $380,000 — Грунт — 32S/16D Турнир 2005 | Мартин Гарсия Мариано Худ 6-2, 6-3                   | Марцин Матковский Мариуш Фирстенберг |
| 26 сентября | Открытый чемпионат Вьетнама Хошимин, Вьетнам ATP International $380,000 — Ковёр (зал) — 32S/16D Турнир 2005           | Йонас Бьоркман 6-3, 7-6(4)                           | Радек Штепанек                       |
| 26 сентября | Открытый чемпионат Вьетнама Хошимин, Вьетнам ATP International $380,000 — Ковёр (зал) — 32S/16D Турнир 2005           | Ларс Бургсмюллер Филипп Кольшрайбер 5-6(3), 6-4, 6-2 | Роберт Линдстедт Эшли Фишер          |

### Октябрь
| Дата начала | Турнир | Чемпионы (Счёт финала)                         | Финалисты                       |
| ----------- | --- | ---------------------------------------------- | ------------------------------- |
| 3 октября   | Open de Moselle Мец, Франция ATP International $380,000 — Хард (зал) — 32S/16D Турнир 2005                                    | Иван Любичич 7-6(7), 6-0                       | Гаэль Монфис                    |
| 3 октября   | Open de Moselle Мец, Франция ATP International $380,000 — Хард (зал) — 32S/16D Турнир 2005                                    | Микаэль Льодра Фабрис Санторо 5-2, 3-5, 5-4(4) | Хосе Акасусо Себастьян Прието   |
| 3 октября   | Открытый чемпионат Японии Токио, Япония ATP International Series Gold $765,000 — Хард — 48S/16D Турнир 2005                   | Уэсли Муди 1-6, 7-6(7), 6-4                    | Марио Анчич                     |
| 3 октября   | Открытый чемпионат Японии Токио, Япония ATP International Series Gold $765,000 — Хард — 48S/16D Турнир 2005                   | Сатоси Ивабути Такао Судзуки 5-4(3), 5-4(13)   | Симон Аспелин Тодд Перри        |
| 10 октября  | Открытый чемпионат Вены Вена, Австрия ATP International Series Gold $689,000 — Хард (зал) — 32S/16D Турнир 2005               | Иван Любичич 6-2, 6-4, 7-6(5)                  | Хуан Карлос Ферреро             |
| 10 октября  | Открытый чемпионат Вены Вена, Австрия ATP International Series Gold $689,000 — Хард (зал) — 32S/16D Турнир 2005               | Даниэль Нестор Марк Ноулз 5-3, 5-4(2)          | Энди Рам Йонатан Эрлих          |
| 10 октября  | Кубок Кремля Москва, Россия ATP International $1,000,000 — Ковёр (зал) — 32S/16D Турнир 2005                                  | Игорь Андреев 5-7, 7-6(3), 6-2                 | Николас Кифер                   |
| 10 октября  | Кубок Кремля Москва, Россия ATP International $1,000,000 — Ковёр (зал) — 32S/16D Турнир 2005                                  | Максим Мирный Михаил Южный 6-1, 6-1            | Игорь Андреев Николай Давыденко |
| 10 октября  | Открытый чемпионат Стокгольма Стокгольм, Швеция ATP International $800,000 — Хард (зал) — 32S/16D Турнир 2005                 | Джеймс Блейк 6-1, 7-6(6)                       | Парадорн Шричапан               |
| 10 октября  | Открытый чемпионат Стокгольма Стокгольм, Швеция ATP International $800,000 — Хард (зал) — 32S/16D Турнир 2005                 | Уэйн Артурс Пол Хенли 5-3, 5-3                 | Ненад Зимонич Леандер Паес      |
| 17 октября  | Mutua Madrilena Masters Madrid Мадрид, Испания ATP Masters $2,450,000 — Хард (зал) — 48S/24D Одиночный турнир — Парный турнир | Рафаэль Надаль 3-6, 2-6, 6-3, 6-4, 7-6(3)      | Иван Любичич                    |
| 17 октября  | Mutua Madrilena Masters Madrid Мадрид, Испания ATP Masters $2,450,000 — Хард (зал) — 48S/24D Одиночный турнир — Парный турнир | Даниэль Нестор Марк Ноулз 3-6, 6-3, 6-2        | Ненад Зимонич Леандер Паес      |
| 24 октября  | Davidoff Swiss Indoors Базель, Швейцария ATP International $1,000,000 — Ковёр (зал) — 32S/16D Турнир 2005                     | Фернандо Гонсалес 6-7(8), 6-3, 7-5, 6-4        | Маркос Багдатис                 |
| 24 октября  | Davidoff Swiss Indoors Базель, Швейцария ATP International $1,000,000 — Ковёр (зал) — 32S/16D Турнир 2005                     | Фернандо Гонсалес Агустин Кальери 7-5, 7-5     | Уэсли Муди Стивен Хасс          |
| 24 октября  | Гран-при Лиона Лион, Франция ATP International $800,000 — Ковёр (зал) — 32S/16D Турнир 2005                                   | Энди Роддик 6-3, 6-2                           | Гаэль Монфис                    |
| 24 октября  | Гран-при Лиона Лион, Франция ATP International $800,000 — Ковёр (зал) — 32S/16D Турнир 2005                                   | Микаэль Льодра Фабрис Санторо 6-3, 6-1         | Рогир Вассен Джефф Кутзе        |
| 24 октября  | Открытый чемпионат Санкт-Петербурга Санкт-Петербург, Россия ATP International $1,000,000 — Ковёр (зал) — 32S/16D Турнир 2005  | Томас Юханссон 6-4, 6-2                        | Николас Кифер                   |
| 24 октября  | Открытый чемпионат Санкт-Петербурга Санкт-Петербург, Россия ATP International $1,000,000 — Ковёр (зал) — 32S/16D Турнир 2005  | Юрген Мельцер Юлиан Ноул 4-6, 7-5, 7-5         | Йонас Бьоркман Максим Мирный    |
| 31 октября  | BNP Paribas Masters Париж, Франция ATP Masters $2,450,000 — Ковёр (зал) — 48S/24D Одиночный турнир — Парный турнир            | Томаш Бердых 6-3, 6-4, 3-6, 4-6, 6-4           | Иван Любичич                    |
| 31 октября  | BNP Paribas Masters Париж, Франция ATP Masters $2,450,000 — Ковёр (зал) — 48S/24D Одиночный турнир — Парный турнир            | Боб Брайан Майк Брайан 6-4, 6-7(3), 6-4        | Даниэль Нестор Марк Ноулз       |

### Ноябрь
| Дата начала | Турнир | Чемпионы (Счёт финала)                            | Финалисты                  |
| ----------- | --- | ------------------------------------------------- | -------------------------- |
| 14 ноября   | Tennis Masters Cup Шанхай, Китай Кубок Мастерс $3,700,000 — Ковёр (зал) — 8S/8D (Группа) Одиночный турнир — Парный турнир | Давид Налбандян 6-7(4), 6-7(11), 6-2, 6-1, 7-6(3) | Роджер Федерер             |
| 14 ноября   | Tennis Masters Cup Шанхай, Китай Кубок Мастерс $3,700,000 — Ковёр (зал) — 8S/8D (Группа) Одиночный турнир — Парный турнир | Микаэль Льодра Фабрис Санторо 6-7(6), 6-3, 7-6(4) | Ненад Зимонич Леандер Паес |
| 28 ноября   | Кубок Дэвиса 2005. Финал Братислава, Словакия — Хард (зал)                                                                | Хорватия 3-2                                      | Словакия                   |

## Рейтинг ATP

### Одиночный рейтинг
| по данным на 28 ноября 2005 | по данным на 28 ноября 2005 | по данным на 28 ноября 2005 | по данным на 28 ноября 2005 | по данным на 28 ноября 2005 | по данным на 28 ноября 2005 | по данным на 28 ноября 2005 | по данным на 28 ноября 2005 |
| #                           | Теннисист                   | Очки                        | КТ                          | Рейтинг-04                  | Лучший рейтинг              | Худший рейтинг              | Разница                     |
| --------------------------- | --------------------------- | --------------------------- | --------------------------- | --------------------------- | --------------------------- | --------------------------- | --------------------------- |
| 1                           | Роджер Федерер              | 6,725                       | 19                          | 1                           | 1                           | 1                           | ▬                           |
| 2                           | Рафаэль Надаль              | 4,765                       | 24                          | 51                          | 2                           | 56                          | ▲ 49                        |
| 3                           | Энди Роддик                 | 3,085                       | 20                          | 2                           | 2                           | 5                           | ▼ 1                         |
| 4                           | Ллейтон Хьюитт              | 2,490                       | 17                          | 3                           | 2                           | 5                           | ▼ 1                         |
| 5                           | Николай Давыденко           | 2,390                       | 30                          | 28                          | 5                           | 27                          | ▲ 23                        |
| 6                           | Давид Налбандян             | 2,370                       | 21                          | 9                           | 6                           | 19                          | ▲ 3                         |
| 7                           | Андре Агасси                | 2,275                       | 17                          | 8                           | 5                           | 11                          | ▲ 1                         |
| 8                           | Гильермо Кориа              | 2,190                       | 22                          | 7                           | 6                           | 18                          | ▼ 1                         |
| 9                           | Иван Любичич                | 2,180                       | 25                          | 22                          | 8                           | 24                          | ▲ 13                        |
| 10                          | Гастон Гаудио               | 2,050                       | 25                          | 10                          | 8                           | 13                          | ▬                           |
| 11                          | Фернандо Гонсалес           | 1,790                       | 24                          | 23                          | 11                          | 26                          | ▲ 12                        |
| 12                          | Мариано Пуэрта              | 1,762                       | 28                          | 133                         | 9                           | 132                         | ▲ 121                       |
| 13                          | Марат Сафин                 | 1,730                       | 16                          | 4                           | 4                           | 13                          | ▼ 9                         |
| 14                          | Томас Юханссон              | 1,645                       | 25                          | 11                          | 8                           | 31                          | ▼ 3                         |
| 15                          | Давид Феррер                | 1,620                       | 28                          | 49                          | 13                          | 53                          | ▲ 34                        |
| 16                          | Робби Джинепри              | 1,520                       | 26                          | 63                          | 15                          | 103                         | ▲ 47                        |
| 17                          | Ришар Гаске                 | 1,506                       | 17                          | 107                         | 12                          | 155                         | ▲ 90                        |
| 18                          | Хуан Карлос Ферреро         | 1,500                       | 26                          | 31                          | 16                          | 98                          | ▲ 13                        |
| 19                          | Доминик Хрбаты              | 1,490                       | 28                          | 14                          | 16                          | 29                          | ▼ 5                         |
| 20                          | Томми Робредо               | 1,490                       | 25                          | 13                          | 12                          | 22                          | ▼ 7                         |

### Парный рейтинг

#### Игроки
| по данным на 28 ноября 2005 | по данным на 28 ноября 2005 | по данным на 28 ноября 2005 | по данным на 28 ноября 2005 | по данным на 28 ноября 2005 | по данным на 28 ноября 2005 | по данным на 28 ноября 2005 | по данным на 28 ноября 2005 |
| #                           | Теннисист                   | Очки                        | КТ                          | Рейтинг-04                  | Лучший рейтинг              | Худший рейтинг              | Разница                     |
| --------------------------- | --------------------------- | --------------------------- | --------------------------- | --------------------------- | --------------------------- | --------------------------- | --------------------------- |
| 1                           | Боб Брайан                  | 5,650                       | 20                          | 4                           | 1                           | 7                           | ▲ 3                         |
| 1                           | Майк Брайан                 | 5,650                       | 20                          | 4                           | 1                           | 7                           | ▲ 3                         |
| 3                           | Йонас Бьоркман              | 5,490                       | 19                          | 3                           | 1                           | 3                           | ▬                           |
| 4                           | Максим Мирный               | 5,465                       | 18                          | 10                          | 2                           | 10                          | ▲ 6                         |
| 5                           | Уэйн Блэк                   | 4,130                       | 19                          | 8                           | 4                           | 10                          | ▲ 3                         |
| 6                           | Кевин Ульетт                | 3,975                       | 17                          | 9                           | 4                           | 10                          | ▲ 3                         |
| 7                           | Марк Ноулз                  | 3,565                       | 21                          | 1                           | 1                           | 7                           | ▼ 6                         |
| 8                           | Даниэль Нестор              | 3,425                       | 19                          | 1                           | 1                           | 8                           | ▼ 7                         |
| 9                           | Микаэль Льодра              | 2,875                       | 22                          | 12                          | 9                           | 17                          | ▲ 3                         |
| 10                          | Фабрис Санторо              | 2,775                       | 19                          | 11                          | 10                          | 18                          | ▲ 1                         |
| 11                          | Ненад Зимонич               | 2,697                       | 23                          | 18                          | 10                          | 18                          | ▲ 7                         |
| 12                          | Леандер Паес                | 2,665                       | 20                          | 13                          | 7                           | 16                          | ▲ 1                         |
| 13                          | Пол Хенли                   | 2,545                       | 31                          | 14                          | 10                          | 17                          | ▲ 1                         |
| 14                          | Уэйн Артурс                 | 2,325                       | 25                          | 21                          | 13                          | 21                          | ▲ 7                         |
| 15                          | Энди Рам                    | 2,215                       | 25                          | 32                          | 15                          | 40                          | ▲ 17                        |
| 15                          | Йонатан Эрлих               | 2,215                       | 25                          | 29                          | 15                          | 34                          | ▲ 14                        |
| 17                          | Симон Аспелин               | 2,075                       | 30                          | 45                          | 17                          | 39                          | ▲ 28                        |
| 18                          | Тодд Перри                  | 2,075                       | 31                          | 38                          | 17                          | 36                          | ▲ 20                        |
| 19                          | Махеш Бхупати               | 2,015                       | 24                          | 7                           | 7                           | 19                          | ▼ 12                        |
| 20                          | Леош Фридль                 | 1,970                       | 30                          | 24                          | 14                          | 26                          | ▲ 4                         |